# Slik
Slik var en skotsk popgrupp som var aktiv i mitten av 1970-talet. Den är känd för låten Forever and Ever som toppade brittiska singellistan 1976 och som gruppen där Midge Ure inledde sin karriär.
Gruppen bildades 1970 i Glasgow som  Salvation av bröderna Jim (gitarr) och Kevin McGinley (sång). Efter att en första heavy metal-upplaga av bandet splittrats 1972 rekryterades James Ure (gitarr, sång), Kenny Hyslop (trummor) och Billy McIsaac (gitarr). Gruppen övergick till en mer klubbvänlig musik och spelade de följande åren på en rad diskotek i Skottland. 1973 var de förband till The Sweet på Glasgow Apollo.
Kevin McGinley lämnade bandet 1974 missnöjd med gruppens kommersiella ambitioner. Strax därefter bytte Salvation namn till Slik och de började samarbeta med låtskrivarparet Bill Martin och Phil Coulter, kända som låtskrivare till Bay City Rollers. Slik fick skivkontrakt med Polydor Records och gav ut debutsingeln The Boogiest Band in Town i början av 1975. Gruppen bytte därefter skivbolag till Bell, fick en ny karakteristisk image med baseballdräkter och lanserades framgångsrikt med inriktning på tonårspubliken.
1976 fick Slik en hitlåt med Forever and Ever som tog sig upp på 1:a plats på brittiska singellistan och de röstades fram av The Suns läsare som årets bästa nya grupp. Framgångarna kom dock snabbt av sig. Den uppföljande singeln Requiem blev ingen större succé och strax därefter skadades Ure i en bilolycka. En turné och tv-framträdanden blev inställda, vilket gjorde att det självbetitlade debutalbumet blev en kommersiell flopp. När gruppen återkom hade det musikaliska landskapet förändrats radikalt i och med punkmusikens intåg och bara ett år efter att de toppat singellistan betraktades Slik som hopplöst passé. 
Gruppen bytte namn till PVC2 och gav ut en singel på Zoom Records men splittrades strax därefter. Ure blev medlem av Rich Kids och senare frontman i Ultravox medan de övriga medlemmarna bildade The Zones som gav ut ett album på Arista Records.

## Diskografi
Album
- Slik, 1976

Singlar
- Boogiest Band in Town, 1975
- Forever and Ever, 1975
- Requiem, 1976
- Don't Take Your Love Away 1976
- The Kid's a Punk, 1976
- Dancerama, 1977
- It's Only a Matter of Time, 1977
- Put You in the Picture (som PVC2), 1977